# Großsteingräber bei Stormstorf
Die Großsteingräber bei Stormstorf sind zwei megalithische Grabanlagen der jungsteinzeitlichen Trichterbecherkultur bei Stormstorf, einem Ortsteil von Zarnewanz im Landkreis Rostock (Mecklenburg-Vorpommern). Sie tragen die Sprockhoff-Nummern 344 und 345. Grab 1 wird auch als Judenkirchhof bezeichnet, Grab 2 als De blage Durnbusch („Der blaue Dornbusch“).

## Lage
Die Gräber befinden sich im Norden von Stormstorf. Grab 1 liegt 150 m westlich der Straße nach Reppelin, Grab 2 100 m östlich der Straße. Die Gräber sind 250 m voneinander entfernt. 1,1 km südwestlich von Grab 1 liegt das fast vollständig zerstörte Großsteingrab Teutendorf. 2,8 km nordöstlich von Grab 2 befinden sich die Großsteingräber bei Barkvieren, 3,7 km östlich die Großsteingräber bei Gnewitz, 3,1 km südöstlich das Großsteingrab Zarnewanz und 3 km südsüdöstlich das Großsteingrab Tessin.

## Beschreibung

### Grab 1

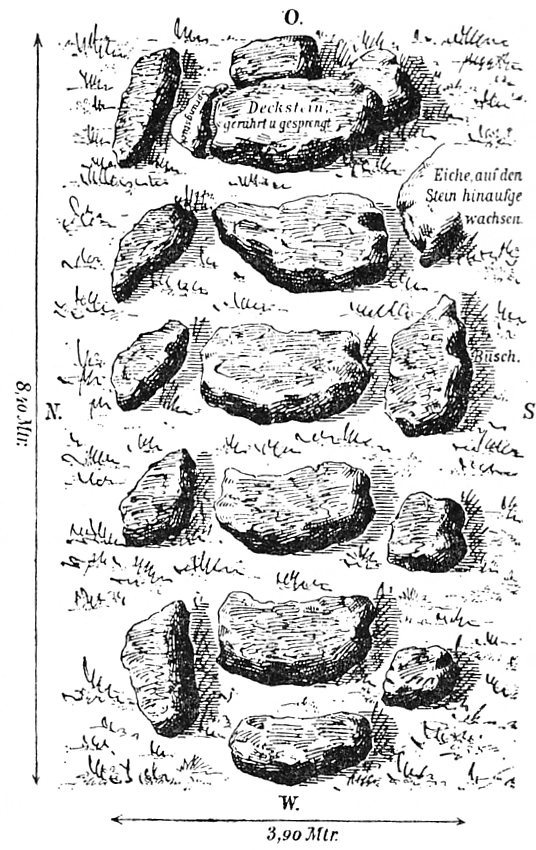
Zeichnung von Grab 1 nach Schlie

Grab 1 besitzt eine ost-westlich orientierte [Grabkammer], bei der es sich um ein Ganggrab handelt. An den Langseiten standen ursprünglich jeweils fünf Wandsteine. Im Norden sind noch vier erhalten; die beiden westlichen stehen in situ, die beiden folgenden sind verschoben, der östliche fehlt. An der Südseite stehen die beiden östlichen Wandsteine in situ, die beiden westlichen scheinen verschoben zu sein, der mittlere fehlt oder steckt vollständig im Erdreich. Die beiden Abschlusssteine an den Schmalseiten sind noch erhalten. Der östliche ist gesprengt, steht aber noch in situ. Der westliche ist nach außen geneigt. Alle fünf Decksteine sind erhalten, allerdings keiner an seiner ursprünglichen Position. Der östliche Deckstein ist gesprengt; der zweite von Westen ist ins Innere der Kammer gesunken und steckt heute tief im Erdreich. Die Kammer hat eine Länge von 7 m und eine Breite von 1,8 m. Ein Gang war nicht feststellbar. Ernst Sprockhoff vermutete daher, dass das Grab als Großdolmen anzusprechen sei, Ewald Schuldt und ihm folgend Hans-Jürgen Beier klassifizierten es hingegen dennoch als Ganggrab.

### Grab 2

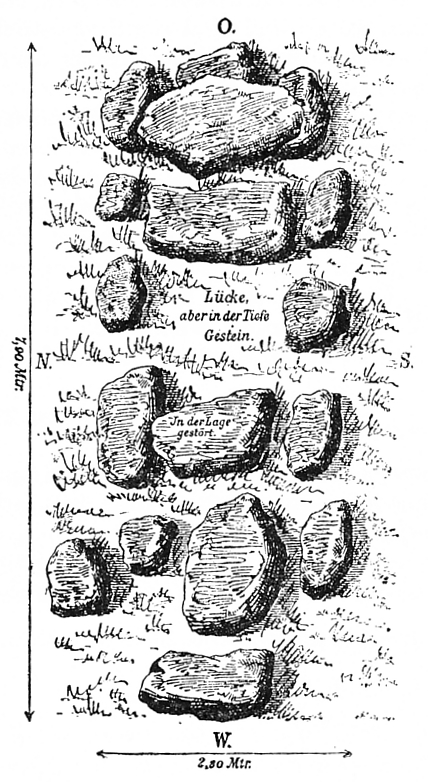
Zeichnung von Grab 2 nach Schlie

Grab 2 besitzt ein ost-westlich orientiertes rechteckiges Hünenbett. Von der Umfassung sind nur noch drei Steine am Westende der nördlichen Langseite und einer der westlichen Schmalseite vorhanden. Die ursprünglichen Maße des Hünenbetts lassen sich daher nicht mehr ermitteln. Am Westende des Betts steht die ebenfalls ost-westlich orientierte Grabkammer, bei der es sich nach Schuldt wie bei Anlage 1 um ein Ganggrab handelt. An der nördlichen Langseite sind noch alle vier Wandsteine in situ erhalten. An der Südseite stehen die beiden östlichen Steine in situ, die restlichen fehlen. Der östliche Abschlussstein steht in situ, die westliche liegt verschleppt außerhalb der Kammer. Von den ursprünglich vier Decksteinen sind drei ins Innere der Kammer gesunken, der zweite von Westen ist nicht erhalten. Die Kammer hat eine Länge von 5 m und eine Breite von 1,7 m. Ein Gang ist nicht feststellbar.